# Le Mystère du château d'If
Pour plus de détails, voir Fiche technique et Distribution.
Le Mystère du château d'If est un film français réalisé par René Barberis, sorti en 1933.

## Fiche technique
- Titre français : Le Mystère du château d'If
- Réalisation : René Barberis
- Scénario : Georges Merry
- Musique : Vincent Scotto
- Production : Monat Films
- Pays d'origine :  France
- Format : Noir et blanc - 35 mm - 1,37:1
- Durée : 18 minutes
- Dates de sortie : 
  - 1933
  - 29 mai 2008 (séance mensuelle de l'Association française de recherche sur l'histoire du cinéma à la Cinémathèque française)

## Distribution
- Henri Alibert
- Germaine Roger
- Pierre Larquey
- Andrex
- Raymond Aimos
- Betty Stockfeld
- René Sarvil
- Léo Cardy
- Fred Robert

## Sources
- Éric Le Roy, « Le Cinéma par le cinéma (français). Filmographie sélective 1895-1940 Fictions et documentaires », 1895, no 75, 2011
- Archives françaises du film sur le site du CNC